# Oenopota
Oenopota is een geslacht van weekdieren uit de klasse van de Gastropoda (slakken).

## Soorten
- Oenopota admetoides (Okutani, 1968)
- Oenopota alba Golikov & Scarlato, 1985
- Oenopota biconica Bogdanov, 1989
- Oenopota blaneyi (Bush, 1909)
- Oenopota candida (Yokoyama, 1926)
- Oenopota carioca Figueira & Absalão, 2010
- Oenopota casentina (Dall, 1919)
- Oenopota cinerea (Møller, 1842)
- Oenopota cingulata Golikov & Gulbin, 1977
- Oenopota convexigyra Bouchet & Warén, 1980
- Oenopota declivis (Lovén, 1846)
- Oenopota diabula Figueira & Absalão, 2010
- Oenopota dictyophora Bouchet & Warén, 1980
- Oenopota dubia Golikov & Scarlato, 1985
- Oenopota elegans (Møller, 1842)
- Oenopota elongata Bogdanov, 1989
- Oenopota excurvata (Carpenter, 1864)
- Oenopota graphica (Locard, 1897)
- Oenopota hanazakiensis (Habe, 1958)
- Oenopota harpa (Dall, 1885)
- Oenopota harpularioides Golikov & Fedjakov in Golikov, 1987
- Oenopota impressa (Mörch, 1869)
- Oenopota inequita (Dall, 1919)
- Oenopota kazusensis (Nomura, 1940)
- Oenopota kinkasanensis Golikov & Gulbin, 1977
- Oenopota koreni (Friele, 1886)
- Oenopota kurilensis Bogdanov, 1989
- Oenopota laticostulata Golikov & Scarlato, 1985
- Oenopota levidensis (Carpenter, 1864)
- Oenopota maclaini (Dall, 1902)
- Oenopota magellanica (Martens, 1881)
- Oenopota murdochiana (Dall, 1885)
- Oenopota obliqua (Sars G. O., 1878)
- Oenopota obsoleta Golikov & Scarlato, 1985
- Oenopota ogasawarana Okutani, Fujikura & Sasaki, 1993
- Oenopota okudai Habe, 1958
- Oenopota ovalis (Friele, 1877)
- Oenopota pavlova (Dall, 1919)
- Oenopota pingelii (Møller, 1842)
- Oenopota pyramidalis (Strøm, 1788)
- Oenopota quadra (Dall, 1919)
- Oenopota raduga Bogdanov, 1985
- Oenopota rathbuni (A. E. Verrill, 1884)
- Oenopota reticulosculpturata Sysoev, 1988
- Oenopota rubescens (Jeffreys, 1876)
- Oenopota sagamiana Okutani & Fujikura, 1992
- Oenopota schantaricum (Middendorf, 1849)
- Oenopota seraphina Figueira & Absalão, 2010
- Oenopota subturgida (A. E. Verrill, 1884)
- Oenopota subvitrea (A. E. Verrill, 1884)
- Oenopota tabulata (Carpenter, 1864)
- Oenopota tenuicostata (Sars G. O., 1878)
- Oenopota tenuistriata Golikov & Scarlato, 1985
- Oenopota triphera (Golikov & Scarlato, 1967)
- Oenopota uschakovi Bogdanov, 1985
- Oenopota valentina Golikov & Gulbin, 1977
- Oenopota violacea (Mighels & Adams, 1842)